# 大爆発 NO.1
「大爆発 NO.1」（だいばくはつ・ナンバーワン）は、日本のガールズロックバンド・ZONEのメジャー2作目（通算3作目）のシングル。

## 概要
- 前作「GOOD DAYS」から約3ヶ月ぶりのシングル。
- 表題曲はTBS系列『CDTV-Neo』のオープニングテーマに起用された。
- 今作の制作時よりメンバーはプリプロの段階で、楽曲の選定、ジャケットやポスターのデザインの考案、ミュージック・ビデオのイメージを監督に直談判するなど、積極的な参加をスタッフに申し出るようになった[1]。
- オリコン初登場33位を獲得。今作はメジャーデビュー後の全シングル作品のなかで最も順位が低い。

## 収録曲
1. 大爆発 NO.1 [4:03]
作詞：和田勝彦
作曲：和田克比古
編曲：彦摩呂[注 1]
パワー・ポップ調の楽曲で、MIZUHO曰く「タイトルからして私たちのこと」だという。また、この楽曲の作曲を手掛けた和田克比古は作詞の和田勝彦のペンネームであり、和田はメンバーに楽器を教えた先生である[1]。
2. メイク・ユア・ムーヴ〜行動をおこせ〜 [4:42]
作詞：小野美智子
作曲：井上ヨシマサ
編曲：虎じろう
3. 大爆発 NO.1 (Backing Tracks) [4:04]
作曲：和田克比古
編曲：彦摩呂
表題曲のバッキングトラックバージョン。
4. メイク・ユア・ムーヴ〜行動をおこせ〜 (Backing Tracks) [4:40]
作曲：井上ヨシマサ
編曲：虎じろう
カップリング曲のバッキングトラックバージョン。

## タイアップ
- TBS系列音楽番組『CDTV-Neo』オープニングテーマ (#1)

## 収録アルバム
- Z (#1)
- E 〜Complete A side Singles〜 (#1)
- ZONEトリビュート〜君がくれたもの〜 (Disc2 #1)

## カバー
大爆発 NO.1
- Friends - 2009年発売のアルバム『BEST FRIENDS』[2]に収録されている。
- 私立恵比寿中学 - 2010年発売のシングル『朝のチャイムがなりました!』[3][注 2]及び2012年発売のアルバム『エビ中の絶盤ベスト〜おわらない青春〜』[4][注 3]に収録されている。